# 木崎りの
木崎 りの（きさき りの、1983年8月8日 - ）は、日本の元AV女優。
京都府出身。血液型:A型。身長:148cm。スリーサイズ:B83(D-65)・W54・H82。趣味はゲーム、散歩。特技はスノーボード。

## 略歴・人物
2003年4月に『プチ・ドール』でデビュー。身長が148cmと小柄ながら、Dカップのバストが特徴のロリ系AV女優である。
2004年頃に引退。

## 出演作品

### アダルトビデオ
2003年
- プチ・ドール　（4月21日（レンタル）／5月10日（セル）、h.m.p）　※デビュー作
- ミニスカSEX警備隊　（5月31日（レンタル）、h.m.p）
- 魔法のコスプレSEX　（6月15日（レンタル）、h.m.p）
- 木崎りの4時間　（7月23日、ケイ・エム・プロデュース）
- 完全攻略 9　（7月25日、ケイ・エム・プロデュース）
- 裏・入門 木崎りの 完全版　（8月28日、ケイ・エム・プロデュース）
- 変態おじさんと関西弁少女　（10月1日、MOODYZ）
- Stage　（10月21日、ビデオバンク）　※総集編
- コスプレダンス　（11月1日、MOODYZ）
- 超-美乳のアングル　（11月1日、ワンズファクトリー）
- 新婚ごっこ PART2　（11月7日、ワープエンタテインメント）

2004年
- からくり人形　（2月20日、桃太郎映像出版）
- 猥褻一級品 ヌケる3話　（3月19日、桃太郎映像出版）

2005年
- ひとりエッチ プラス　（1月21日、桃太郎映像出版）…オムニバス作品　他出演:春日みゆき、水野彩香、三上翔子、沢口あすか、星野桃
- 萌えるAV 喜田嶋りお、浜ひとみ、矢口あみか、木崎りの (3月21日、ビデオバンク)

　他、オムニバス作品多数

## 書籍

### 写真集
- CANIVAL!　（2003年6月、双葉社）

## 電子書籍

### デジタル写真集
- Candy Fruit　（2003年3月27日、Level4）
- 中ゆび姫　（2003年5月8日、Level4）
- Candy Box　（2004年2月12日、Level4）
- おかえり★ダーリン　（2004年2月26日、Level4）
- 姫の悪戯　（2004年3月11日、Level4）
- イタズラ姫　（2004年7月8日、Level4）
- ポロリ姫　（2004年7月22日、Level4）
- 寝起き姫　（2004年8月12日、Level4）
- 水濡姫　（2004年11月11日、Level4）

### ムービー
- Candy Fruits THE MOVIE　（2003年12月11日、Level4）